# Westhofen (Nadrenia-Palatynat)
Westhofen – miejscowość i gmina w Niemczech, w kraju związkowym Nadrenia-Palatynat, w powiecie Alzey-Worms, siedziba gminy związkowej Wonnegau. Do 30 czerwca 2014 siedziba gminy związkowej Westhofen.